# Arquitectura diagramàtica
L'arquitectura diagramàtica és un conjunt de sistemes oberts i inclusius construïts per a tenir capacitat de transmissió i evolució. Parteixen d’una abstracció mental que té com a objectiu modelar la complexitat d’un món en 
evolució dins d’una trama geomètrica. Per a fer-ho, prenen diverses informacions de partida –del context, del programa, de la societat o de la memòria-, que evolucionen com a llavors o processos genètics cap a resultats que, pel procés, poden arribar a ser molt diferents del punt de partida.
Es tracta d’una obra oberta capaç d’integrar múltiples dades heterogènies i de rectificar-se constantment que defuig la imatgeria retroactiva de l'estètica clàssica.

## Concepte

### Diagrama, dibuix i esquema
El diagrama és el principal instrument utilitzat – amb múltiples
usos, lectures i objectius – en l’arquitectura diagramàtica.
Etimològicament, la paraula diagrama (del llatí diagramma i aquest del grec διάγραμμα) està
formada pel prefix grec dia- [a través de] i graphein [gravar,
escriure] més el sufix –ma [resultat de l’acció]. Vindria a ser allò que
es delinea, que es marca a través de línies.
Semànticament, la
Reial Acadèmia Espanyola defineix diagrama com a dibuix geomètric que serveix
per a demostrar una proposició, resoldre un problema o representar d’una manera
gràfica la llei de variació d’un fenomen; dibuix en el que es mostren les
relacions entre les diferents parts d’un conjunt o sistema.
Arquitectònicament, el diagrama és un mecanisme d’ordenació i
representació del pensament i la realitat. Ja sigui per semblança, mímesis, un
esforç de matematització o d’abstracció, el diagrama no deixa de ser l'enllaç
entre un concepte i una imatge, com Saussure el podria definir en tant que
signe.
Existeix, però, una confusió entre els conceptes de dibuix,
esquema i diagrama en el camp de la representació gràfica en arquitectura. El
dibuix té una voluntat figurativa, hi ha una clara relació entre allò real i
allò dibuixat. Un plànol en seria un bon exemple. Un esquema, en canvi, obeeix
a relacions conceptuals o topològiques, no geomètriques. Aleshores, el diagrama
es pot definir com un “artefacte gràfic que descriu alguna cosa sense
representar-lo del tot”. Com a dibuix, té la capacitat sintètica de la línia.
Com a esquema, un elevat grau d’abstracció. Així, el diagrama arquitectònic es
trobaria a mig camí del dibuix i l'esquema i seria aquella representació
gràfica que serveix per analitzar, narrar, registrar el procés projectual,
cartografiar el context i prefigurar la forma arquitectònica, essent mediadors
entre la matèria i la forma.

### Diagrama com a estratègia del projecte arquitectònic contemporani
El diagrama arquitectònic pot ser entès com un instrument
analític en primer lloc, però també com un instrument generador; fins i tot com
a un instrument de projectació més enllà de la representació. Això és possible
quan allò dibuixat no té un referent concret i esdevé una representació
abstractiva més que no pas figurativa, on entra en joc la ideació. “El diagrama
és llavors forma i matèria, allò visible i allò articulable”, amb paraules
d’Eisenman.
El diagrama arquitectònic és, en resum, una forma d’expressió,
una tàctica de pensament i una interfase operativa, essent forma i procés al
mateix temps.
Aquesta condició a cavall entre el ser i l'esdevenir remet
al pensament que Plató desenvolupa al seu llibre Timeu quan defineix un tercer gènere entre la idea o forma i la
matèria. Des d'una visió més moderna, el filòsof Deleuze ho podria definir com
a protoforma, el caos germinal del
que s'extreu la composició final, o la “pura potència d’un llinatge
d’arquitectures possibles” en paraules de Puebla i Martínez.
Finalment, i en una
concepció de pretext com a lloc i
programa i text com a arquitectura,
Lorenzo-Eiroa definiria els diagrames generadors com al subtext, o “estructura
profunda d’allò que el projecte vol realment ser” en una concepció.

## Història del concepte
La història de l’arquitectura
diagramàtica està pautada per tots els esdeveniments emmarcats o relacionats
amb aquesta idea al llarg dels anys. Així, amb el pas del temps, s'ha anat
configurant i definint gràcies a les aportacions d’arquitectes i pensadors a
través d’obres significatives, ja sigui construïdes o publicades en forma de
revistes, llibres o exposicions.
Conseqüentment, entendrem
l'evolució d’aquesta concepció amb l'exemplificació de casos rellevants que s'han anat succeint al llarg de la història en aquesta aproximació cronològica.
És evident que entre Panòptic de Jeremy Bentham o els diagrames de Durand fins al Rolex Learning Centre de
SANAA hi ha un gran lapse de temps i molts matisos. De poc serviria parlar
d’arquitectura diagramàtica quedant-nos tan sols en la contemporaneïtat, amb
els projectes de BIG, MVRDV o Toyo Ito, sinó que cal una àmplia mirada del
passat al present, per tal d’esbrinar de quina forma els diferents episodis de
la història han anat influenciant i conformant el concepte actual.

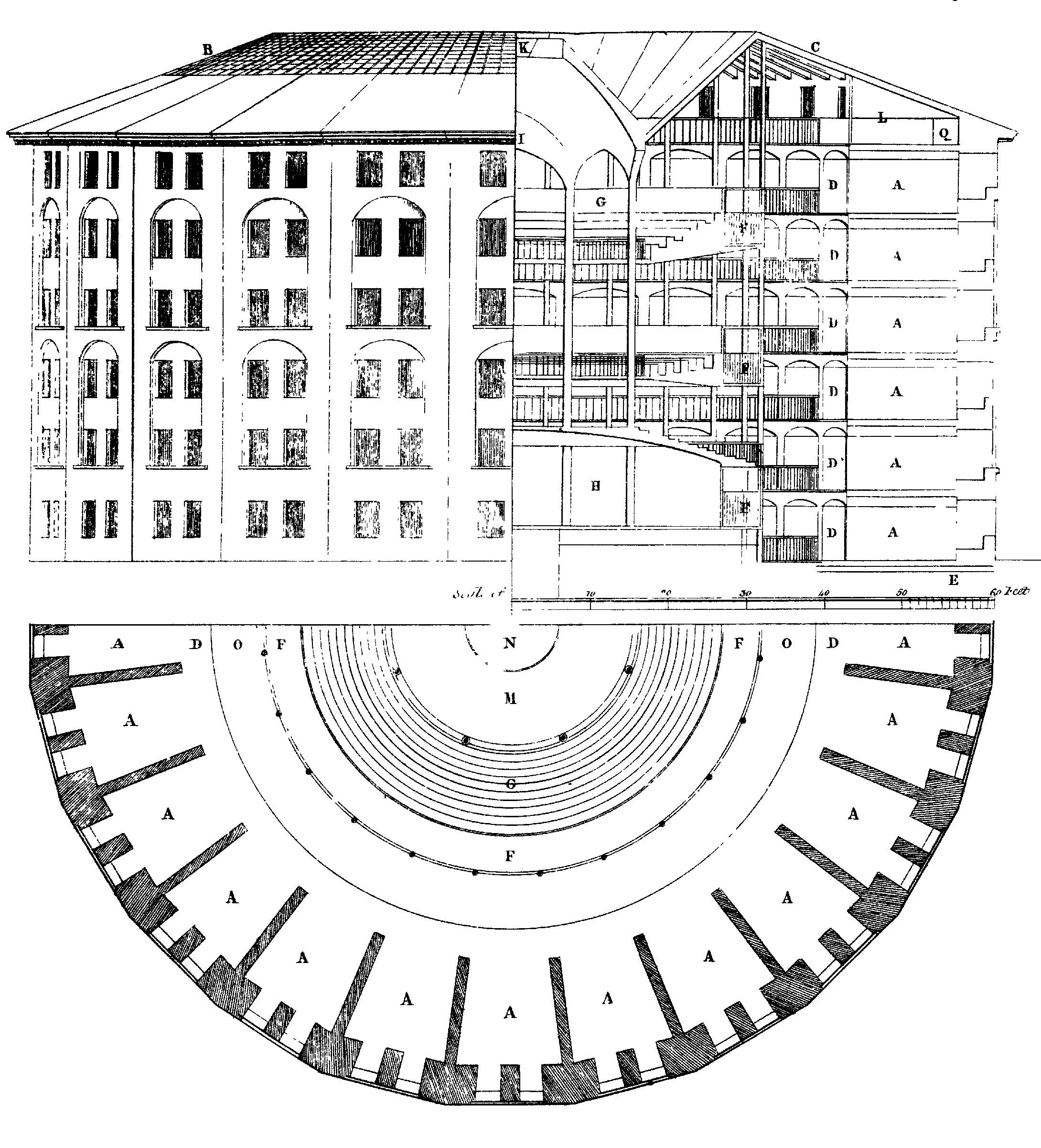
Dibuix del Panoptic de Bentham

No obstant, sí que es pot traçar una línia, un punt d’inflexió en la història de
l’arquitectura diagramàtica amb la lectura que al segle XX es farà, des del món
arquitectònic, sobre el moviment artístic neoplasticista i la seva influència
en els estudis diagramàtics arquitectònics. Així doncs, es podria dividir la història
en dos grans blocs: la Pre-història
(abans de 1917) i la Història (després
de 1917).

### Pre-història
Un dels primers precedents històrics de l’arquitectura diagramàtica es
troba en l’obra del filòsof J. Bentham. El segle xviii va publicar el llibre
titulat Panòptic on, per mitjà de
representacions gràfiques molt pròximes als diagrames, explica la configuració
d’una presó ideal. Aquesta es podria descriure com un cercle petit central – el
vigilant - amb un major cercle concèntric –les cel·les- delimitat finalment per
un perímetre quadrangular – el mur-.
Al segle xix, Durand publica un recull de diagrames per comparar la
tipologia i forma de certes obres en el marc del seu estudi d’edificis a la
mateixa escala. El salt d’una descripció filosòfica a una representació gràfica
es fa amb uns diagrames encara bàsics i poc desenvolupats.
Aquestes primeres publicacions que fan ús de diagrames – o paleogrames, en el sentit de primers o
“vells” diagrames- són l’inici i base teòrica dels estudis diagramàtics del
segle xx.

### Història

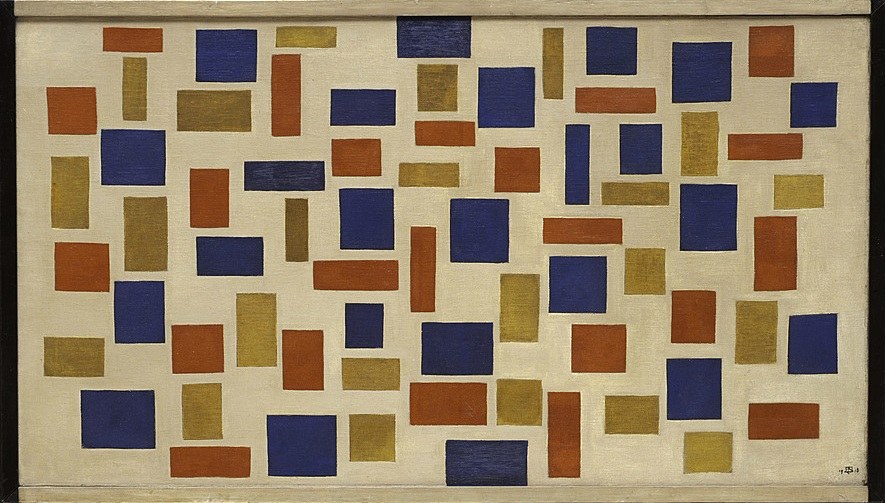
Obra pictòrica Composició XI de Theo van Doesburg, 1918.

La història de l’arquitectura diagramàtica accelera els seus esdeveniments
a partir del segle xx, on ócorren la major part de publicacions i obres. [[Franco
Purini]] ha fet referències a altres disciplines en els seus anàlisis
diagramàtics d’obres arquitectòniques. La seva lectura morfèmica en la
influència semàntica pictòrica en l’arquitectura posa en relleu obres de
principis del segle XX en la història de l’arquitectura diagramàtica. Es poden
establir una sèrie de relacions entre elements plàstics amb una clara obsessió
per la complexitat especial i obres arquitectòniques. En aquest sentit, obres
pictòriques com les diferents sèries de Composicions
de Theo van Doesburg l’any 1917, entre d'altres, en són un clar exemple.
Encara en aquesta primera època de la història, apareixen una sèrie de
publicacions que fan referència a obres arquitectòniques de períodes anteriors
ja amb una lectura i uns instruments clarament diagramàtics.
En primer lloc trobem els nine grid
squire de l'escola americana amb la trama de tres per tres que utilitzava
Wittkower per analitzar les villas de
Palladio a finals dels anys 40. Dos anys abans, Collin Rowe utilitza el
diagrama com a idealització tipològica basada en una anàlisi purament formal a The Mathematics of the Ideal Villa. Posteriorment,
Christopher Alexander es serveix de diagrames de caràcter analític com a
patrons compositius en la seva tesi doctoral Notes on the Synthesis of Form.
En segon lloc el “parti” de l’acadèmia francesa de tradició durandiana
sobre l'organització compositiva en planta.
I en tercer lloc, els diagrames 
bombolla de la Bauhaus en la diagramació de les àrees del programa
funcional.
Aquestes primeres i significatives publicacions que utilitzen anàlisis
diagramàtics en l’arquitectura precedeixen un altre punt d’inflexió, com és la
realització del concurs internacional del Parc de la Villette a París guanyat per
part de l’arquitecte Bernard Tschumi, on el llenguatge arquitectònic clarament
influït per les avantguardes pictòriques suposa una fita a destacar l’any 1982.
El programa dona forma al projecte a través d’un llenguatge lliure carregat de
significat explicat a través de la superposició de capes de diferents decisions
projectuals.
La fragmentació i els processos de disseny no estructuralistes es recullen
l’any 1988 a l'exposició Arquitectura
desconstructivista que posa en relleu el treball d’una sèrie d’arquitectes
com Libeskind, Koolhaas, Eisenman o el mateix Tschumi. En l’obra
desconstructivista d’Eisenman el treball diagramàtic es fa palès en ser al
mateix temps una forma de text, un teixit de traces i un índex de temps.
L’any 1998 la revista ANY publica
el seu número 23 Diagram work dedicat
a l'anàlisi i crítica de l’arquitectura diagramàtica. S'hi analitzen obres de
Ben van Berkel, Stan Allen o Peter Eisenman.
Les obres arquitectòniques sorgides a partir d’aquell moment permeten
traçar una visió tant històrica com temàtica de l’orientació que ha anat
adoptant l’arquitectura diagramàtica en funció de cada autor.
Així, en la Metacity data town de
MVRDV, els diagrames són utilitzats com a mescladors de funcions, mentre que el
2003 Koolhaas els utilitza sobretot com a material gràfic informatiu i
descriptiu en el seu projecte a Beijing.
Més recentment, Toyo Ito ha utilitzat els diagrames per a introduir mitjans
de climatització, fluxos i estímuls sensorials, molt d’acord amb la
sensibilitat oriental en les energies del lloc que es pot apreciar a la
Mediateca de Sendai de l’any 2006.
El 2010 destaca la publicació de Yes
is more de BIG, on el diagrama serveix per explicar i detallar el procés
projectual a més de fer-lo comprensible a un públic molt més ampli en una època
en què la comunicació, la divulgació i la imatge han pres el protagonisme.
Finalment, el 'Rolex Learning Centr
de SANAA és un clar exemple diagramàtic on el programa es converteix en forma
de la manera més directa, i aquesta arquitectura que treballa el temps,
l'espai i els sentits coincideix amb el diagrama en tota la seva transparència.

## Classificació
En l’intent de modelar la complexitat d’un món en evolució dins d’unes trames geomètriques es prenen unes informacions de
partida – del context, del programa, de la societat o de la memòria -, que com
a llavors o processos genètics evolucionen cap a resultats que, pel procés,
poden arribar a ser molt diferents al punt de partida.
Es poden establir una sèrie de
subcategories del concepte en funció de la principal línia de treball amb els
diagrames generadors:

### Figurograma
El procés diagramàtic porta a configurar una arquitectura que mimetitza la forma d’un objecte, icona o espai o bé la suma dels anteriors. En aquest procés no es té en compte en un
moment inicial les condicions o variables de l'entorn, sinó que es busca
iniciar el procés a partir d’una forma o silueta que simbolitzi quelcom,
copiant allò que ja funciona, o bé, basant-se en els gustos de la gent.
Un exemple d’aquesta
forma de procedir són alguns dels treballs del despatx BIG com la Ziro Island o
la Lego Tower.

### Estructurograma
Els diagrames amb els quals s'opera sorgeixen de la modelització de l'anàlisi estructural. La lectura
gràfica dels diagrames de descens de càrregues, traccions i moments flectors
constitueixen la matèria primera d’aquest tipus de diagrames per a generar la
forma arquitectònica final.
Un exemple d’aquesta
forma de procedir són alguns dels treballs del despatx de Toyo Ito com el The
island city central park Gringrin.

### Fluxograma
Diagrames capaços d’anar
traduint la fluïdesa i la immaterialitat de la informació i dels fluxos en
l'estabilitat material del projecte que es realitza. Sorgeixen de l'anàlisi
qualitatiu i/o quantitatiu dels fluxos d’energia i matèria que intervenen al
lloc i al projecte. Estudi dels funcionaments i moviments derivats dels
fenòmens de la ventilació, l’acústica, l’assolellament...; la circulació de
persones, vehicles...; i les variacions d’aquests fenòmens a l'espai i al
temps.
Un exemple d’aquesta forma de procedir són alguns dels treballs del despatx
dels arquitectes Pich-Aguilera com l’Espai Cousteau-Planeta Oceá. Sant Feliu de
Guíxols, Girona

### Paramètricograma
Diagrames fruit de les aportacions
quantitatives i estadístiques de disciplines que utilitzen dades serials per a
la generació creativa de formes. S'utilitzen variables arbitràries en funció
dels quals s'obté la imatge dels valors que generen la forma del projecte –
fruit de la parametrització en equacions matemàtiques–. Aquesta forma de
projectar busca una aparent objectivació del procés a través de la definició
matemàtica i numèrica dels paràmetres que determinaran l’arquitectura. Tot i
així, la subjectivitat d’aquest mètode es fa patent en l'elecció dels
paràmetres.
Un exemple d’aquesta
forma de procedir són alguns dels treballs del despatx de Michael Meredith com
el Puppet theater.

### Compograma
Diagrama que sorgeix de
la composició lliure de fragments. El procés projectual es basa en aquest cas
en la fragmentació i semantització dels elements del projecte per a establir
unes noves relacions a través de l’abstracció. La posició relativa de cada
element, així com el nou significat atribuït, permeten obtenir una nova
composició a través del procés que permet aquest nou llenguatge. En aquest
sentit és evident la influència de moviments artístics com el neoplasticisme.
Un exemple d’aquesta
forma de procedir són alguns dels treballs de Sanaa com el 21st century museum
of contemporary art.

## Casos d'estudi

### Parc de Le Villette de Bernard Tschumi
El parc de Le Villette sorgeix del primer
concurs que estableix un nou programa sense precedents: un parc urbà com a
combinació i juxtaposició d’activitats molt diverses. Als anys 70 la ciutat
havia experimentat la renovació de les morfologies i tipologies
arquitectòniques. Finalment es va produir l'evolució en les activitats i el
programa. Així, es projecta un parc com a gran edifici discontinu per suposició
i fruit de la resposta al context de la banlieue
i de les necessitats d’una societat urbana contemporània.
En el cas del planejament d’un parc a
l'escala de la ciutat, es planteja el dubte raonable sobre si una planta pot
ser un operador d’allò visible quan les dimensions de l'espai que representa no
tenen comparació amb les d’un edifici. Representar un lloc urbà de 55 hectàrees
a través d’una planta a petita escala s'aproxima més a una figuració mental de
la mida i la forma del lloc. Aquest només es podrà conèixer i apreciar per
fragments i no es podrà abastar mai de forma completa – amb la mirada per
exemple- a diferència de l’apreciació a escala reduïda que precedirà sempre el
coneixement de les parts. És més aviat una abstracció gràfica on es recolza una
estratègia organitzativa de l'espai. Aquesta abstracció que busca emmarcar una
imatge global i definitiva que es priva a la vista no correspondrà, finalment,
a la realitat.
Es tracta d’una metodologia generadora d’un
projecte abstracte exterior a tota realitat contextual com a recurs sistemàtic
a les grans dimensions i context del lloc. La geometria proporciona els
elements que permeten organitzar les formes que l’arquitecte utilitza per
treballar la semàntica arquitectònica en les operacions geomètriques dels
objectes. Aquest sistema és fruit del pensament arquitectònic derivat de la
planta lliure lecorbuseriana.
proporcionada per homotècia a l'escala de ciutat en primer lloc; en segon lloc,
per un treball formal lliure dins aquesta trama clarament influït per les
composicions pictòriques abstractes de Kandinsky. L’artista considera que el
punt, la forma més concisa quan a extensió, forma i color, es desenvolupa
conjuntament sobre el suport – pla bàsic – amb línies producte de la força
aplicada en una direcció donada.
“Amb La Villette es busca una arquitectura
que no signifiqui res, que sigui una
traça pura, un significant pur, sense significat usual: que l’arquitectura no
sigui més l’articulació d’un símbol i d’una interpretació, sinó un joc de
llenguatge lliure.”
Així, el parc es compon a través de la
superposició de tres sistemes de punts, línies i superfícies. Tschumi
descompon les àrees programàtiques del parc i les estructura amb la voluntat
de desconstruir el programa en una sèrie d’activitats situades segons les
característiques d’ús i el context. D’aquesta manera pretén potenciar la circulació
dels visitants i els descobriment de la diversitat d’activitats que acull el
parc.
Les folies
actuen com a mediadores entre l'escala humana i la dels grans edificis del
parc. Formen una trama de cubs – punts - de 10m que equidisten 120m i acullen activitats
programàtiques diverses i variants, davant la neutralitat de la seva
estructura a pesar de la seva variació formal. Afavoreix una lectura autònoma
de cada folie al mateix temps que una
lectura estructural global.
Les galeries relacionen les portes i el
canal amb diversos punts i actuen com a línies de força que organitzen els
principals moviments de forma contundent, mentre que la promenade cinématique desplega sobre el parc un ventall de
recorreguts sinuosos que comuniquen els jardins temàtics amb les diverses
trajectòries dins el parc.
Finalment, s'agrupen en grans superfícies
els prats del parc – del Cercle i del Triangle – els jardins temàtics i la
resta de zones programàticament no definides.

### Museu d'Art Contemporani del S. XXI de SANAA
| «                                   | Nosaltres sempre intentem fer una planta que no tingui una jerarquia –un principi i un final-. Les nostres plantes sempre mostren el moviment lliure,... la difusió de la llum al llarg de la planta actua també com una alliberació de la jerarquia. | » |
| — SANAA, Revista Croquis número 139 | |   |

SANAA es presenta d’una manera clara i contundent, amb
una declaració d’intencions molt directe: volen una arquitectura de l'anti-jerarquia. Per fer-ho, i
especialment en el projecte del Museu d’Art Contemporani del Segle XXI de
Kanazawa (1999-2004), decideixen projectar a través d’un comprograma; més que projectar, el que volen és compondre.
En aquest sentit, podríem establir una analogia amb el
moviment artístic de De Stijl, amb obres com “Composició XI” de [[Theo Van
Doesburg]]. El mateix títol de pintures com aquesta ja ens transmeten clarament la
seva voluntat, el procés de la seva creació.
De fet, una composició de De Stijl es basava en una
integració no jeràrquica dels seus elements constituents, una relació
equilibrada d’elements oposats però equivalents. Tant en l’obra de Van Doesburg
com en el Museu de Kanazawa els elements s'integren en una composició que els
determina en les seves posicions i mides relatives, creant organitzacions amb
un cert grau d’aleatorietat i indeterminació.
Així, veiem aplicat aquest concepte al museu a través de
la separació de les habitacions, un principi que sorgeix durant el
desenvolupament d’aquest projecte. En efecte, el mètode de separar –i després
agrupar- les habitacions és el que aplicaran després en molts dels seus
projectes. El procediment de distribució és, com hem comentat, aleatori, tan
sols regit per criteris de proximitat o llunyania, de concentració o dispersió,
i sense recórrer a les normes de la jerarquia clàssica. És una ordenació no
jeràrquica, com les composicions de De Stijl, però en la que els elements
components són les habitacions sense que el procés d’elementització arribi a reduir les formes a línies i plans lliures,
com passava en obres com la del Parc de la Villete de Tschumi, influenciat per
altres vessants del neoplasticisme (més proper a Kandinsky).
La idea de separar habitacions es va originar primer com
una idea en planta i va ser després, quan va passar del dibuix de la planta al
treball en maqueta, quan van constatar la possibilitat d’extendre-ho a les tres
dimensions en fer molt grans i diferents entre si les alçades de cada una de
les habitacions.
Aquest compograma
esdevé una articulació de peces en un nou resultat coherent a través de
l’agrupació dels fragments dintre d’un megaobjecte:
el cercle. Així, ens trobem davant un compograma
acotat per un marc, un límit que escull l’arquitecte de forma voluntària i subjectiva.
És el cercle, en aquest cas, el que és la tela, el llenç, per Van Doesburg.
Per tant, va ser fonamental per a aquest projecte la
decisió d’embolcallar aquest conjunt d’habitacions amb una envolupant circular
de vidre de 4,5m d’alçada, on la seva coberta es veu interrompuda pels
diferents volums emergents i que estableixen una relació rotunda amb l'entorn
circumdant. Aquesta circumferència perimetral respon a una arquitectura sense
façana, sense punt de vista principal o posterior, entesa com una pell de vidre
que desdibuixa els seus límits i incorpora la naturalesa i l'entorn al seu
interior.

### Casa MO de FRPO
El despatx FRPO en diversos dels seus projectes
treballa amb l'estil de projectar del compograma. La idea d’aquest despatx és
crear un sistema que a partir d’objectes petits i 
simples arribar a crear
projectes de gran riquesa espacial. Per dur a terme aquest sistema, descomponen
el programa en els màxims blocs programàtics possibles representant-los amb
petits objectes simples amb els quals treballar i compondre. Aquest sistema els
permet arribar a múltiples solucions compositives, per després analitzar i
triar la que els resultés més eficient.
No obstant, els FRPO no fan composicions tan
aleatòries com seria habitual en un compograma. Componen seguint unes regles 
de
joc que ells mateixos s'imposen ja sigui per motius programàtics o altres
imputs. Així doncs, podríem dir que treballen seguint uns mínims grups
jeràrquics, on dins de cada grup no hi ha jerarquies, i per tant, entre ells es
poden combinar de qualsevol manera.
La MO House és un clar exemple d’aquesta forma de
treballar. Tot i ser una senzilla casa unifamiliar, decideixen aplicar aquest
complex mètode perquè l'entorn els demanava que el projecte tingués certa
complexitat. A cada part de programa de la casa el representen amb peces
rectangular d’una forma molt directe i simple. A partir d’aquí agrupem les
peces per nivells jeràrquics: blocs (àrea de serveis, d’estar i de dormir) i
articuladors (menjador i estudi). Cada bloc té les seves estances les quals es
poden combinar entre elles de qualsevol manera; 
mentre que els articuladors són
la peça que articula un bloc amb l’altre. A diferència d’un compograma
anti-jeràrquic on tots els espais tindrien la mateixa categoria i es podrien
combinar de qualsevol manera.
Les diferents relacions topològiques de les peces
els va portar a determinar fins a 24 diferents solucions possibles. De les
diferents solucions van acabar triant la més òptima i a partir d’aquest va
quedar definit el projecte.
Una altra característica d’aquest compograma és la
seva falta de límit o marc. En ser una casa en el bosc, el límit de la
parcel·la era tan extens que no es té en compte i l’arquitecte no es va marcar
cap límit o marc on fer la composició sinó que es dona la llibertat
d’estendre’s per qualsevol lloc sempre que estiguessin els blocs ben articulats segons les seves pautes.
Per passar del 2D al 3D és un procés bastant
simple, els rectangles distribuïts s'extrudeixen a una alçada i l'espai entre
aquests volums es tanca i també s'extrudeix, però a una alçada menor.